# Wichayanee Pearklin
Wichayanee Pearklin (tiếng Thái Lan: วิชญาณี เปียกลิ่น, phiên âm: Vi-cha-da-ni Biếc-lin, sinh ngày 11 tháng 9 năm 1989) còn có biệt danh là Gam, là một nữ ca sĩ người Thái Lan. Cô được biết đến là quán quân cuộc thi ca hát The Star mùa 4 và là một trong hai quán quân nữ trong suốt các mùa The Star. Gam được biết đến là ca sỹ giọng âm cao, hát nhiều nhạc phim Thái.

## Danh sách đĩa nhạc
- Special Album: The Star 4 (Release date: ngày 23 tháng 4 năm 2008)
- Concert: The Star 4 (Release date: ngày 14 tháng 6 năm 2008)
- Debut Album: Gam The Star 4: Gam (Release date: ngày 25 tháng 10 năm 2008)
- OST: Ngao Asoke (2008) (Year: 2008) (แสงและเงา / Saeng Lae Ngao)
- Concert: Bird Thongchai - Babb Bird Bird Show 2008 Encore Plus [Guests: Gam the star] (Live: 11-ngày 14 tháng 12 năm 2008)
- OST: Sakul Ga / Vì sao lạc (Year: 2009) (แล้วฉันจะรักเธอได้อย่างไร / Laaw Chun Ja Ruk Tur Dai Yahng Rai, มีแค่หัวใจ / Mee Kae Hua Jai)
- Concert: The Starwar Concert (Release date: ngày 30 tháng 3 năm 2009)
- Special album: VieTrio: VieTrio & Friends (Release date: ngày 14 tháng 9 năm 2010)
- Special Collection: Boy Story (Release date: ngày 10 tháng 11 năm 2010)
- Special Album: Grammy: The Eight (Release date: ngày 19 tháng 10 năm 2010)
- OST Album: Hua Jai Ploy Jone (Release date: ngày 10 tháng 8 năm 2010)
- OST: Malai Sarm Chai (2010) (Year: 2010) (มาลัยสามชาย / Kae Kum Kum Diao)
- OST: Talad Arom / Tình yêu đam mê (Year: 2011) (ไม่เหลืออะไรเลย / Mai Leua Arai Loei)
- OST: Ngao Prai (Year: 2011)
- Album: Gam The Star 4: Baby, It's You (Release date: ngày 13 tháng 7 năm 2011)
- Single: กลัวความห่างไกล / Glua Kwahm Hahng Glai ft. Dome Jaruwat  (Year: 2013)
- OST: Marn Gammathep / Tình yêu quỷ dữ (กามเทพ / Gahm Tayp) (Year: 2013)
- OST: E-sa / E-Sa: Nước mắt hồng nhan (Year: 2013) (อีสา / E-sa)
- Concert: 10 Years of Love The Star in Concert (Year: 2014)
- OST: Song Kram Nang Ngarm / Cuộc chiến sắc đẹp (Year: 2014) (ที่หนึ่งในหัวใจเธอ / Tee Neung Nai Hua Jai Tur)
- OST: The Scar (Year: 2014) (ขวัญของเรียม / Kwun Kaung Riam)
- OST: Jatt Ruk / Tình duyên sắp đặt, hôn nhân dối lừa (หนึ่งนาทีที่ไม่เหลือใคร / Neung Nahtee Tee Mai Leua Krai ft the Angels (Silvy Pawida, Mook Nutnicha, Nat Nunlacha)) (Year: 2015)
- Concert: Stage Fighter Concert upcoming Feb 6-7 2016
- Concert: คอนเสิร์ต เพลงรักเพลงละคร Plieng Ruk Plieng Lakorn Concert Feb 26-28 2016
- Concert: Upcoming 4PoDum Concert มนต์ดำ....ปิ๊ดปี๋ Black Magic Nov 19-20 2016
- OST: Lai Hong / Kẻ bội tình (Year: 2016) (ขอบฟ้าไม่มีจริง / Kop Fah Mai Mee Jing)
- Single: เรา / Rao (We) - ft. See Poh Dum (Dome, Tum, Gun the Star)  (Year: 2016)
- OST: Ching Ruk Rissaya / Tình Yêu Hay Sự Đố Kị (Year: 2017) (ไม่มีใครยอมใคร / Mai Mee Krai Yaum Krai ft Preen Rawisararat)
- OST: Tawan Yor Saeng / Ánh hoàng hôn rực rỡ (Year: 2017) (ใกล้แค่ลมหายใจ / Glai Kae Lom Hai Jai)
- OST: Lah (Year: 2017) (น้ำตาหยดสุดท้าย / Num Dtah Yot Soot Tai)
- Single: ฝืน (Feun) ft. Boom Pratatakorn (Year: 2017)
- OST: Mia 2018 /  Làm vợ thời nay (Year: 2018) (ไม่มีเธอ ไม่ตาย / Mai Mee Tur Mai Dtai ft Twopee)
- OST: Nang Sao Mai Jam Kad Nam Sakul (Year: 2018) (ทางเดินแห่งรัก / Tahng Dern Haeng Ruk)
- OST: Krong Kram / Lồng nghiệp chướng (Year: 2019) (ถ้าเลือกได้ / Tah Leuak Dai)
- OST: Aruna 2019 (Year: 2019) (ปรุง / Bproong (Cook))
- OST: Chiếc lá cuốn bay (Year: 2019) (ใบไม้ / Bai Mai)
- OST: Song Kram Nak Pun 2 / Cuộc chiến Producer 2 (Year: 2019) (รักไปทำไม / Ruk Bpai Tummai)
- OST: Nuer Nai / Âm mưu đàn bà (Year: 2020) (ปลอม / Bplaum (FAKE))
- OST: Wake Up Ladies: Very Complicated (Year: 2020) (บทเรียนของความเชื่อใจ / Bot Rian Kaung Kwahm Cheua Jai)
- OST: Thang Seua Phan (Year: 2021) (ได้ยินไหมคำว่ารัก / Dai Yin Mai Kum Wah Ruk)
- Single: แผล (Scar) ft. BOY PEACEMAKER (Year: 2020)
- OST: Song Sanaeha / Hai tình yêu (Year: 2021) (มากไปใช่ไหม / Mahk Bpai Chai Mai)
- MV:  เพื่อดาวดวงนั้น / Peua Dao Duang Nun - ft. The Stars (The Star Theme) (Year: 2021)
- OST: Game of Outlaws / Trò chơi săn lùng kẻ ác (Year: 2021) (ขอยอม / Kor Yaum)
- OST: Karat Ruk / Hạnh phúc của Carat (Year: 2021) (We're alright)

## Concert

### Thái Lan
| - The Star War Concert (31 January 2009) - This Is It The Concert (Dedicated to Michael Jackson ) (20 November 2009) - Deeboyd ( Daddy - Boy ) Pop Fest (5-6 December 2552) - Pattaya International Music Festival 2010 (19-21 March 2010) - Boy Story Concert (30-31 October 2010) - Rawat Puttinan : Nong sang sisters ... 15 years that I miss (3-4 March 2012) - Five Live Enter10 Concert (29 September 2012) - 4 Spades, Concert in The Theater (12-14, 20-21 July 2013) - DJs on Stage vs The Star (28-29 September 2013) - Young Divas and The Super Men (23-24 November 2013) - 10 Years of Love The Star in Concert (27-29 June 2014) - Green Concert # 17 Love Scenes Love Songs (27-28 September 2014) | - Big Mountain Music Festival 6 (6-7 December 2014) - Big Mountain Music Festival 7 (19-20 December 2015) - Stage Fighter Concert (6-7 February 2016) - Song Love Song Drama (26-28 February 2016) - 93 years Charlie Inthawittharawit movie song (5 June 2016) - Four of Spades : Black Magic, Black Magic ... Pid Pee (19-20 November 2016) - 25 years of the moon in the middle of the moon (10 June 2017) - Living Music Festival 3 (20 January 2018) - The Mask Singer 3 War across species (17-18 February 2018) - The Princess Concert (16-17 December 2018) - 4 Spades Oh My God Concert (26-27 January 2019) |

### Solo concert
| Tên                       | Ngày          | Địa điểm           | Available seats         |
| ------------------------- | ------------- | ------------------ | ----------------------- |
| Gam Concert My First Time | 19-20/05/2018 | Royal Paragon Hall | 11,194 / 11,368 (98.5%) |

### Quốc tế
| - 3 rd Chinese-Thai Friendship Concert 2011 in Nanning, China (3 March 2011) - Thai-Malaysian Youth Orchestra Concert 2012 at Penang, Malaysia (29 August 2012) - 11 th-en Thai to Festival In 2013, at the Osaka This Osaka, Fukuoka, Japan (18-19 May 2556) - 16 th Thai Festival in Tokyo 2015 in Tokyo, Japan (16-17 May 2015) - 17 th Thai Festival in Tokyo 2016 in Tokyo, Japan (14-15 May 2016) - Summer Sanuk Party in Osaka, Japan (15 September 2016) - Thai Night in Kobe at Kobe, Japan (16 September 2016) |

### Concert từ thiện
| - Jazz for His Majesty (19 December 2012) - Royal Thai Army for "Chaipattana" 7th time (17-18 June 2013) - Red Cross Concert # 44 (5-6 July 2018) - 45th Red Cross Concert (8-9 July 2019) |

## Phim tham gia
| Năm  | Tựa                                                   | Vai                     | Đài      |
| ---- | ----------------------------------------------------- | ----------------------- | -------- |
| 2019 | Song Kram Nak Pun 2 Cuộc chiến Producer 2             | Khách mời               | OneHD    |
| 2019 | Blacklist                                             | Ms. Jinmanee            | GMM25    |
| 2017 | Fabulous 30: The Series                               | Yui                     | OneHD    |
| 2017 | Diary of Tootsies 2                                   | Contestant 1277 (Ep. 7) | GMM25    |
| 2016 | We were born in the reign of King Rama IX, The Series | Tai                     | OneHD    |
| 2016 | Sorry, I Love You                                     | [MC]                    | OneHD    |
| 2015 | Ha in One: Nang Sin                                   | Katie                   | OneHD    |
| 2015 | Wifi Society: Keep in Touch                           | Kobua                   | OneHD    |
| 2015 | Ngao Jai Dối tình                                     | Tippy                   | OneHD    |
| 2014 | Songkram Nang Ngarm Cuộc chiến sắc đẹp                | Khách mời               | OneHD    |
| 2014 | Naruk Chuyện tình hoàng gia                           | Chifong                 | CH5      |
| 2013 | Club Friday The Series 2: Kon Dee Tee Tur Mai Ruk     | Um                      | GreenOne |
| 2012 | Rub Jub Jai                                           | Wan                     |          |
| 2012 | Bhen Khao                                             | Khách mời (tập 6)       | CH3      |
| 2010 | Hua Jai Ploy Jone Đánh cắp thân phận                  | Kwan Jai                | CH5      |
| 2008 | Kwarm Lub Kaung Superstar Bí mật của siêu sao         | Khách mời (tập 33)      | CH5      |